# Caterina di Balbiano
Caterina Paolina Maria di Balbiano (* 1670 in Chieri; † 1719 in Dresden) war eine geborene piemontesische Adlige. Internationale Bedeutung erwarb die dreimal verheiratete Norditalienerin als Witwe des heimlich angetrauten Markgrafen Karl Philipp von Brandenburg († 1695), da sie sich gegen den Willen ihres Halbschwagers, des Kurfürsten von Brandenburg und späteren Königs in Preußen Friedrich I., weigerte, den Titel Madame de Brandebourg (als verwitwete Markgräfin) abzulegen. Dies erfolgte erst 1707 bei der Hochzeit mit dem in Kursachsen ansässigen Grafen August Christoph von Wackerbarth.
Die Geschichte ihrer heimlichen Hochzeit mit dem brandenburgischen Markgrafen wurde im 19. Jahrhundert romanhaft verarbeitet.

## Leben und Wirken

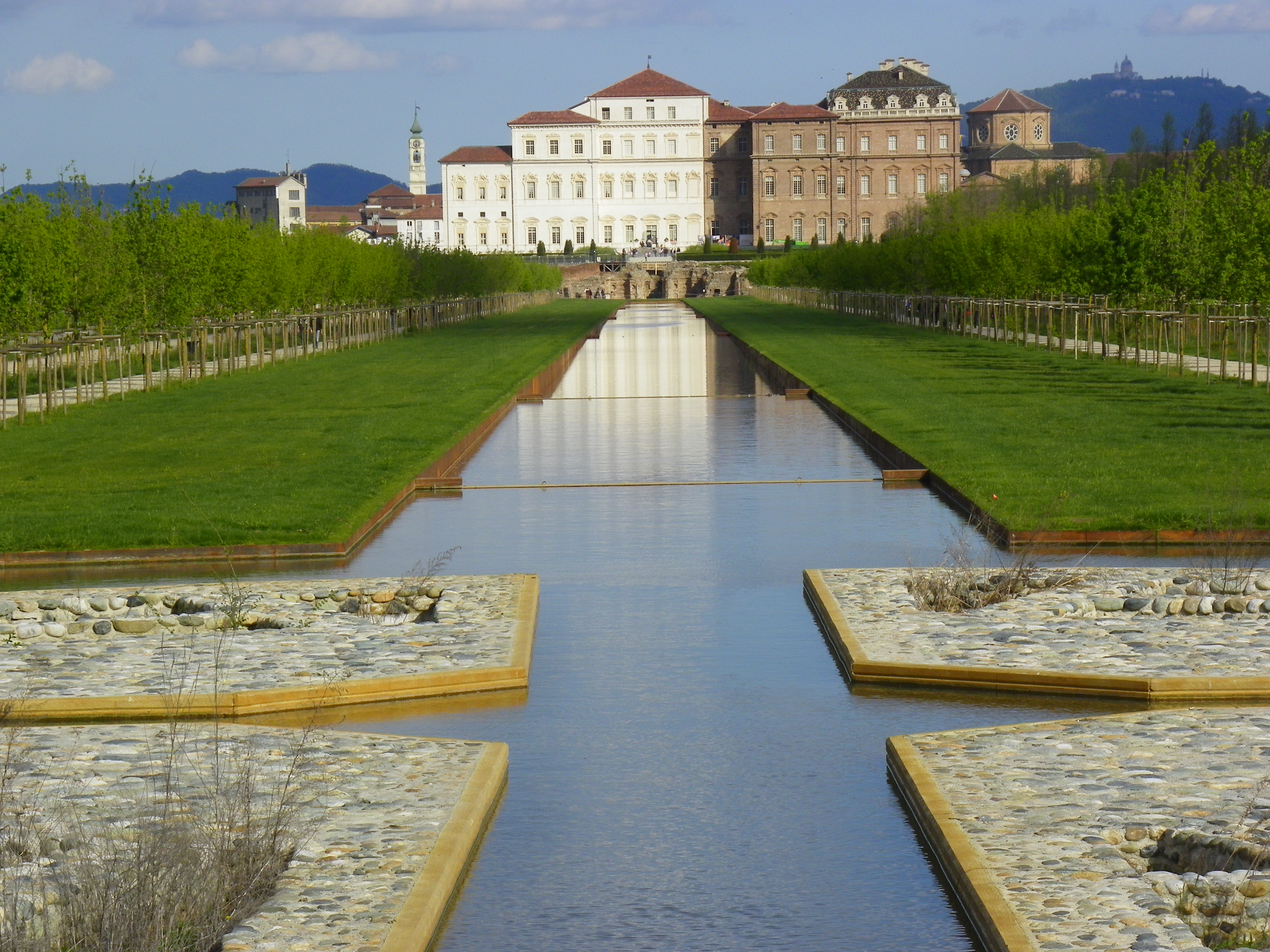
Der zweite Hochzeitsort La Reggia della Venaria Reale, seit 1997 UNESCO-Welterbe

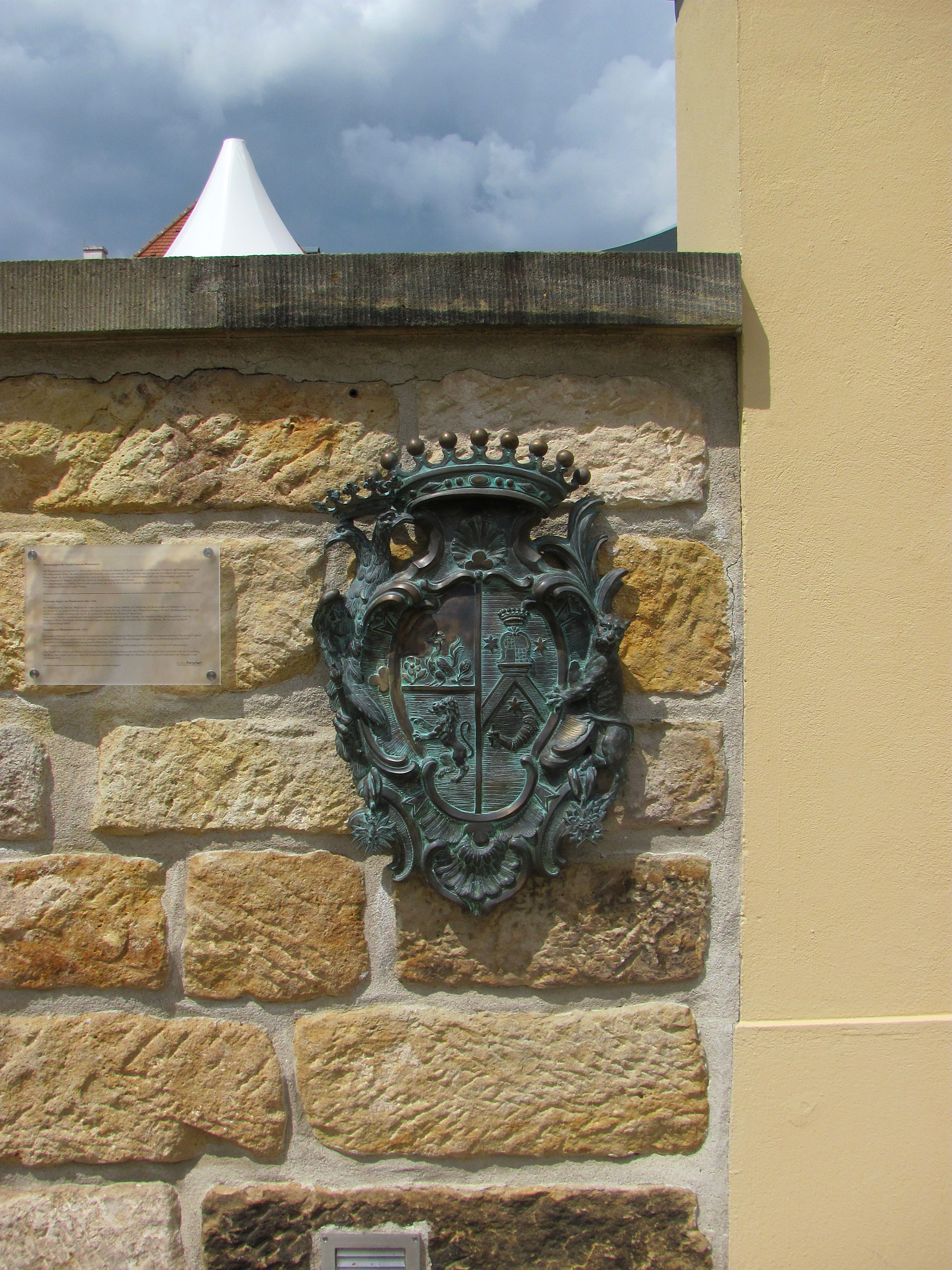
Das Wappen des Grafen Wackerbarth-Salmour am östlichen Zugangstor zum oberen Garten von Schloss Wackerbarth, das erst etwa zehn Jahre nach Katharinas Tod errichtet wurde

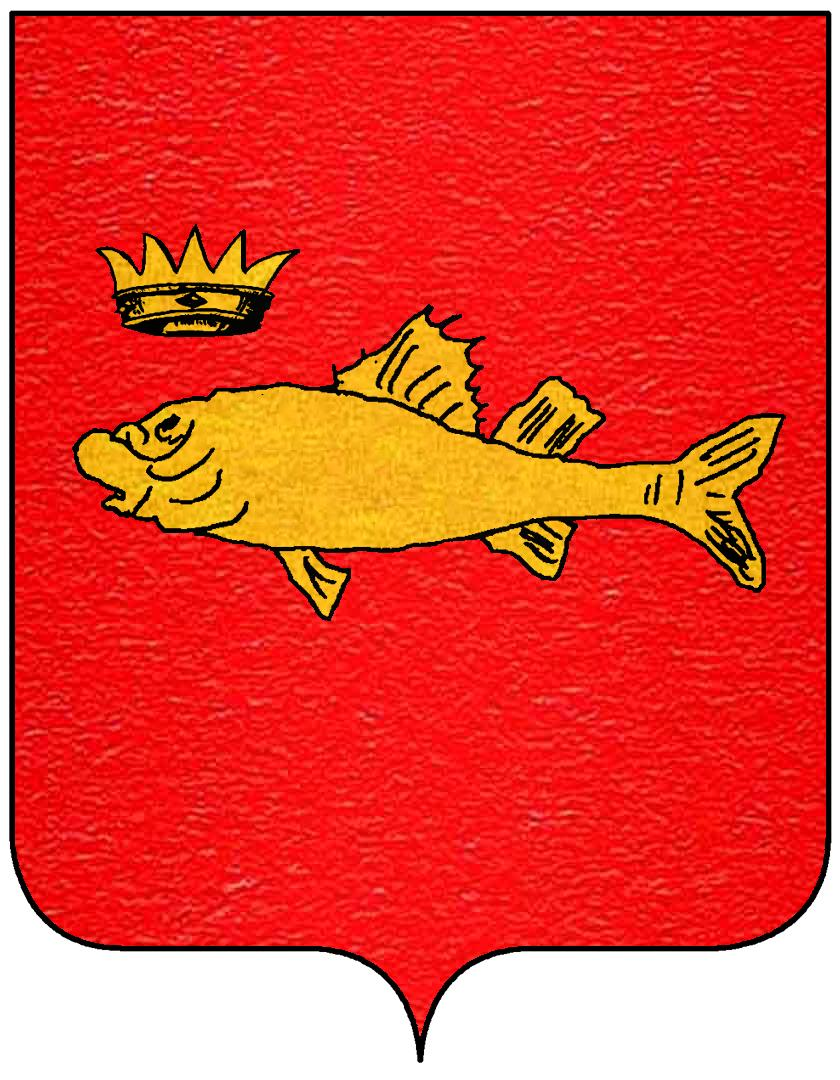
Wappen der Balbiano, Marchesi di Colcavagno

Die Balbiani gehörten bereits im Mittelalter zu den führenden Patrizierfamilien der Stadtrepublik Chieri im Piemont, neben den Balbi, Bertoni, Benso und Broglie (den sogenannten „fünf B“). Sie sind dort bis heute in einer Villa ansässig. Im Palazzo Balbiano di Colcavagno wurde Caterina di Balbiano 1670 geboren, als Tochter von Gottofredo Alberico di Balbiano, Marchese di Colcavagno, und der Marta Maria Benso di Isolabella, einer Hofdame der Prinzessin Ludovica Cristina von Savoyen. Sie heiratete am 7. Januar 1686 den Grafen Giovanni Michele Gabaleone, Conte di Salmour († 10. Februar 1691), einen piemontesischen Dragonerkapitän, mit dem sie drei Söhne bekam. Der Graf starb während des Neunjährigen Kriegs 1691 bei der Belagerung der piemontesischen Stadt Cuneo.
Nach dem Tod ihres ersten Ehemanns lernte die katholische Gräfin (Contessa) Caterina Gabaleone di Salmour 1694 am herzoglichen Hof in Turin den protestantischen Prinzen Karl Philipp von Brandenburg kennen. Dieser heiratete sie heimlich am 28. oder 29. Mai 1695 im Reggia di Venaria Reale bei Turin, einer der Residenzen des Hauses Savoyen. Sowohl das Haus Brandenburg als auch der Herzog von Savoyen erkannten die Ehe nicht an. Herzog Viktor Amadeus II. von Savoyen ließ die Frischvermählte entführen und setzte sie im Kloster St. Croce in Turin fest, um diplomatische Verwicklungen zu vermeiden. Die römische Kurie unterstützte Karl Philipps Anspruch auf Rechtmäßigkeit der Ehe in der Erwartung, die Ehe mit der Katholikin könnte den protestantischen Prinzen zum Glaubenswechsel verleiten. Knapp zwei Monate später, am 23. Juli 1695, starb der Brandenburger Adlige an einem Fieber. Am 28. September 1697, zwei Jahre nach des Prinzen Tod, stellte der Päpstliche Stuhl die Gültigkeit der Ehe aus katholischer Sicht fest, während der preußische Hof sie weiterhin nicht anerkannte. Der Brandenburgische Kurfürst bot Katharina 100.000 Taler, wenn sie auf den Titel Madame de Brandebourg verzichten würde, was sie jedoch ausschlug. Sie verließ den Turiner Hof und begab sich nach Wien. 
Der sächsische Militär und Reichsgraf August Christoph von Wackerbarth lernte bei seinem Oberkommandierenden, dem Prinzen Eugen von Savoyen, die mit diesem befreundete Madame de Brandebourg kennen. Im Jahr 1707 heirateten sie einander. Katharina legte mit der Heirat den Namen Brandenburg ab. Da Wackerbarth keine Kinder hatte, holte er ihren zweitgeborenen Sohn aus Turin nach Dresden und adoptierte ihn als Joseph Anton Gabaleon von Wackerbarth-Salmour, was den piemontesischen Zweig des Adelsgeschlechts Wackerbarth begründete.
Die Gräfin Katharina starb 1719 in Dresden, zu einer Zeit, als ihr Ehemann dort als Gouverneur eingesetzt war und seinen Amts- und Wohnsitz im Gouvernementshaus hatte, dem 1728 abgebrannten Vorgängerbau des Kurländer Palais’. Sie wurde jenseits der böhmischen Grenze, in der Klosterkirche Mariaschein, beigesetzt.

### Schriften
- Fernanda Torcellan Ginolino: BALBIANO di Colcavagno, Caterina. In: Alberto M. Ghisalberti (Hrsg.): Dizionario Biografico degli Italiani (DBI). Band 5: Bacca–Baratta. Istituto della Enciclopedia Italiana, Rom 1963.
- Julius Friedländer: Markgraf Karl Philipp von Brandenburg und die Gräfin Salmour. Reimer, Berlin 1881.
- Johann Daniel Ferdinand Neigebaur: Die Heirath des Markgrafen Carl von Brandenburg mit der Markgräfin Catharina von Balbiano. Nach Urkunden in d. Königl. Archive u. in Privatarchiven zu Turin zsgest. Kern, Breslau 1856, urn:nbn:de:bvb:12-bsb10013756-3
- Ruggero Gabaleone di Salmour; Rüdiger Freiherr von Wackerbarth (Hrsg.): Bericht über Catherine Balbian, Gräfin von Salmour nach ihrer Korrespondenz und authentischen Dokumenten. Teil 1: Von 1670 bis 1696. 2004.
- Caterina di Balbiano, Elisabetta Vianello (Hrsg.): Lettres d’amour et d’affaires: écrites par Catherine, comtesse de Salmour, marquise de Balbian au margrave Charles de Br. Buchet-Chastel, Paris 2008, ISBN 978-2-283-02356-3 (Nachdruck der Ausgabe von 1775).
- Ursula Winter: Lettres de la Comtesse de Salmour écrites au Marggrave de Brandebourg anno 1695 à Turin en Savoye. In: Die Handschriftenverzeichnisse der Deutschen Staatsbibliothek Berlin. Harrassowitz Verlag, Wiesbaden 1994, ISBN 978-3-447-03430-2, S. 63.
- Bernhard von Poten: Wackerbarth, August Christoph Graf von. In: Allgemeine Deutsche Biographie (ADB). Band 40, Duncker & Humblot, Leipzig 1896, S. 449–451.

### Romane
- Georg Hiltl: Madame de Brandebourg. In: Die Gartenlaube. Heft 44, 1863, S. 695–699 (Volltext [Wikisource]).
- Bernd von Guseck: Madame de Brandebourg. Markgraf, Wien 1863; Teil 1: urn:nbn:de:bvb:12-bsb10105438-8, Teil 2: urn:nbn:de:bvb:12-bsb10125188-9